# Le Dernier Jour du disco
Pistes de Brûler le feu
Qu'importe
(2)
Le Dernier Jour du disco est une chanson écrite, composée et interprétée par Juliette Armanet. La chanson est sortie le 17 septembre 2021, et est le premier titre extrait de l'album Brûler le feu, sorti le 19 novembre 2021.

## Histoire
Le Dernier Jour du disco a été écrit en quelques heures et est sorti le 17 septembre 2021,. La chanson est diffusée en tant que premier extrait de l’album Brûler le feu qui sort postérieurement le 19 novembre 2021,.
Selon son autrice, la chanson peut traiter « à la fois de la fin d’un monde, d’un amour », et que son écoute est en mesure d'induire « plein d’échelles et de significations différentes ». Juliette Armanet a aussi expliqué que Le Dernier Jour du disco répond aux restrictions sanitaires liées à la pandémie de Covid-19, et qu'elle est un « geste de survie ». Le titre Le Dernier Jour du disco est une allusion directe à l’épisode historique de la Disco demolition night.[source insuffisante]
Concernant la structure du titre, Juliette Armanet a déclaré que ce dernier est « un aller-retour entre l'ombre et la lumière », avec un penchant mélancolique pour le couplet et un côté solaire pour le refrain.
Par ailleurs, la chanteuse a composé la mélodie avec un de ses frères,.

## Clip vidéo
Le clip est lui aussi sorti le 17 septembre 2021 et a été réalisé par le studio L'Étiquette. Juliette Armanet est mise en scène, d'abord au piano pour jouer la mélodie lente et mélancolique commençant le titre, puis elle se met à danser sur l’instrument lorsque la chanson évolue vers une rythmique disco, avant de finir les pieds dans l’eau,. L'atmosphère du clip est crépusculaire, avec des teintes rouges et orangées.

## Reprises
- Les Enfoirés lors de leur concert donné en 2023.
- Laura Domenge a détourné la chanson en parlant des Jeux olympiques dans l'émission La Bande originale sur France Inter[13].

## Classements

### Classements hebdomadaires
| Classement (2021)                       | Meilleure position |
| --------------------------------------- | ------------------ |
| Belgique (Wallonie Ultratop 50 Singles) | 48                 |
| France (SNEP)                           | 42                 |
| France (SNEP Radio)                     | 14                 |

### Certification
| Pays   | Organisme | Certification | Seuil                            |
| ------ | --------- | ------------- | -------------------------------- |
| France | SNEP      | Diamant       | 50 millions d'équivalent streams |

## Historique de sortie
| Pays   | Date              | Format                                | Label           |
| ------ | ----------------- | ------------------------------------- | --------------- |
| France | 17 septembre 2021 | Téléchargement, streaming, Clip vidéo | Romance Musique |